# Irebu

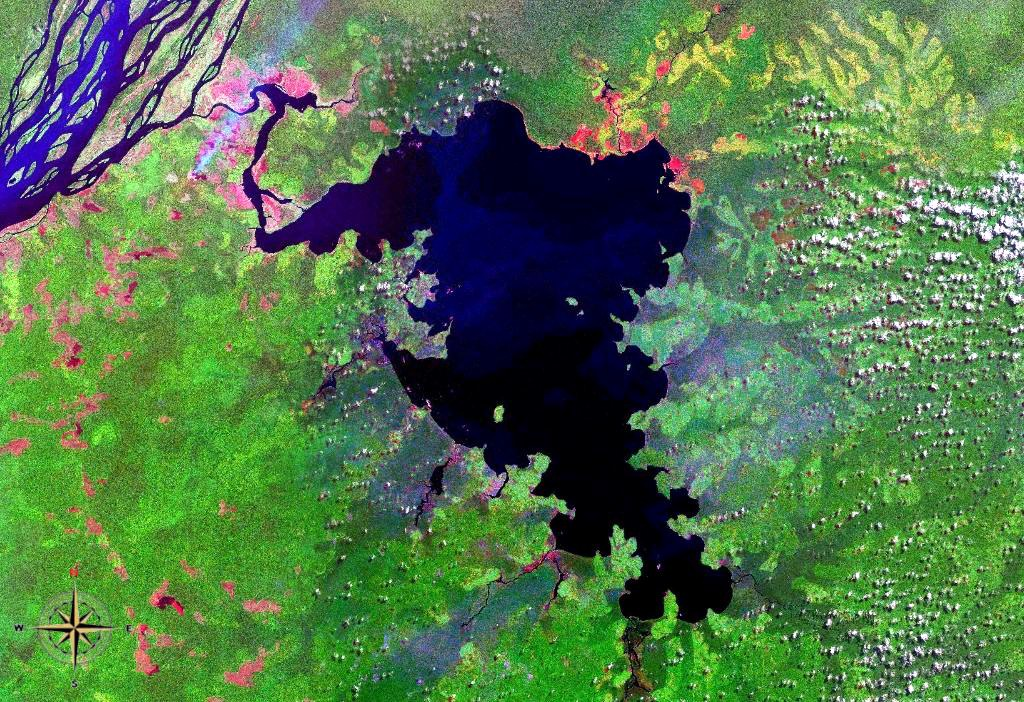
Photo satellite du lac Tumba avec Irebu au bord du fleuve Congo

Irebu est une localité du territoire de Bikoro (Équateur) en République démocratique du Congo. Elle borde le fleuve Congo là où le lac Tumba est relié au fleuve, à 20 km de là où l'Ubangi se joint au fleuve.

## Histoire

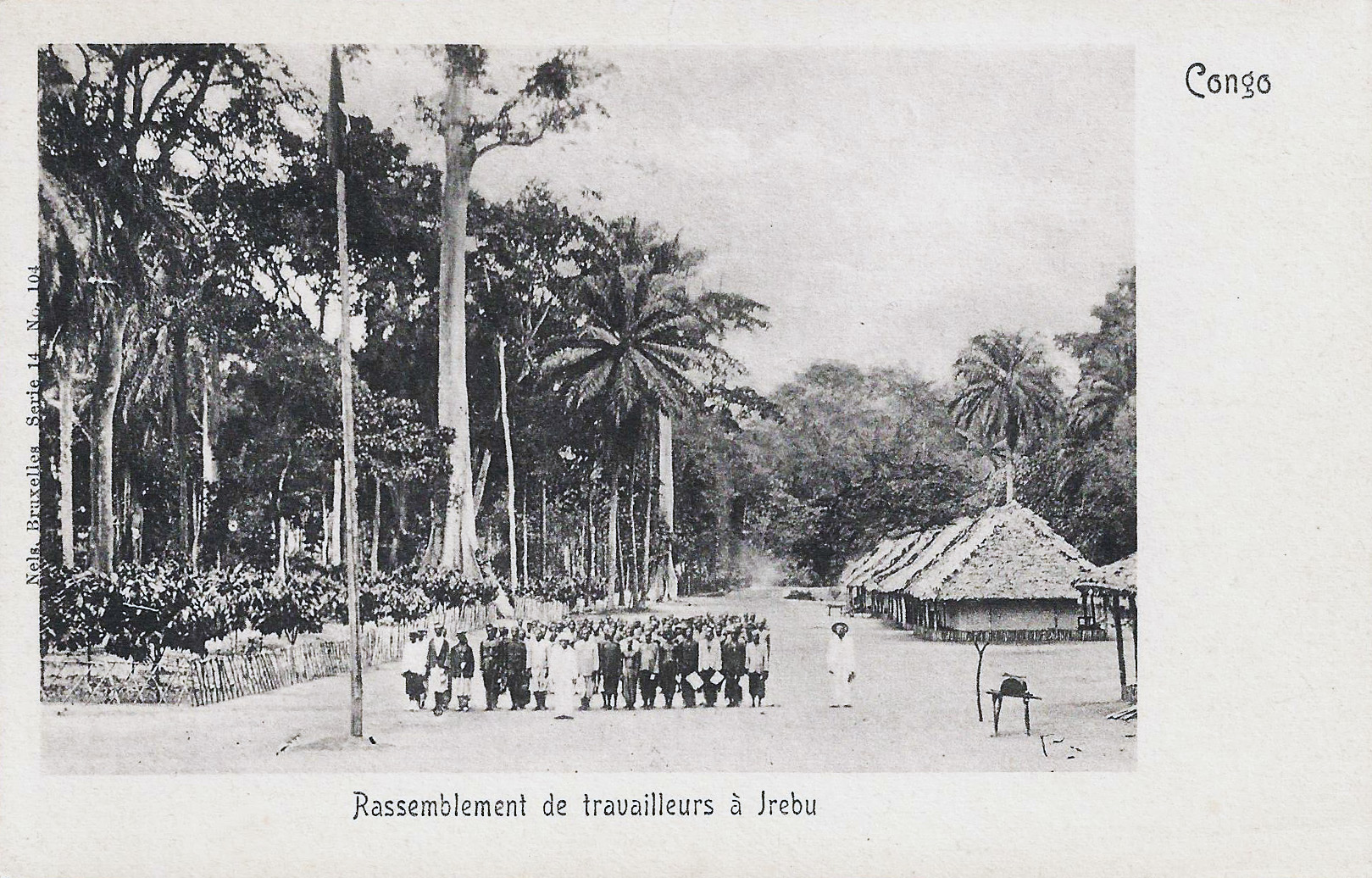
Rassemblement de travailleurs à Irebu, vers 1905.

Selon la tradition orale, Irebu a été fondée par Ekanda. Les habitants d'Irebu ont commencé à faire du commerce avec les Bobangi et obtenu les mêmes droits qu'eux, mais à la suite d'un conflit d'intérêts, ces deux groupes se sont séparés et Irebu a perdu ses droits de commerces sur le sud du Moyen-Congo jusqu'au Pool Malebo. Irebu a ensuite continué le commerce avec le nord du fleuve Congo.
En 1905, Irebu est une station sur le fleuve, entre Coquilhatville (Mbandaka) et Lukolela.